# أبو القاسم الغول الفشتالي
أبو القاسم الغول الفشتالي، المعروف بالغول الفشتالي (?- 1059 هـ ) الفقيه القاضي المتطبب المشارك في كثير من التعاليم، له رسالة في الطواعين، ونظم جيد في الطب، ورسالة في كيفية قسم المياه لقواديس الديار وغير ذلك.

## مؤلفاته
ألف أبو القاسم الغول الفشتالي في الهندسة والحساب كتباً منها : 
- منظومة المخمس الخالي الوسط.
- شرح نصوص في كيفية قسم الماء لقواديس الديار.

في علم الطب :
- منظومة في الجمع بين الأحاديث النبوية وكلام الأطباء والحكماء في الطواعين والأوباء.
- حافظ المزاج ولافظ الأمشاج بالعلاج.

## أرجوزة الفشتالي في الطب
ذكر العلامة سيدي محمد المنوني في كتابه منتخبات من نوادر المخطوطات أرجوزة الفشتالي في الطب ضمن مخطوطات الخزانة الحسنية (رقم 3620): فيها وصف لعدد من الأمراض ووسائل علاجها كما تتعرض لحفظ الصحة والتجميل مطلعها:
```
         نحمدك اللهـــم ذا الآلاء          منزل الــــــدواء للــــداء
```

```
وآخرها:
```

```
         وصلــــوات الظــــاهر التــــواب          علـى الرسول الطاهر الأواب
```

```
         محمــد بـــدر الهــدى والأهـل          وصحبـــه شهب ظلام الجهـل
```